# Cinderella Castle Mystery Tour
Cinderella Castle Mystery Tour est une attraction (ouvert le 11 juillet 1986) où un guide vous conduit dans les salles du château. Le Miroir Magique invite les visiteurs à combattre les forces du mal : les vilains de Disney. Elle a fermé définitivement le 5 avril 2006.
En 1985, une vidéocassette japonaise intitulée Bakemono no hanashi (Histoires qui font peur) contenant la séquence La Légende de la Vallée endormie du film Le Crapaud et le Maître d'école (1949), Les Revenants solitaires (1937), Donald et le Gorille (1944), Donald et la Sorcière (1952) et des extraits de La Danse macabre (1929) comme interludes, a été édité afin de promouvoir l'attraction Cinderella Castle Mystery Tour de Tokyo Disneyland.
L'attraction a été remplacée par Cinderella's Fairy Tale Hall qui a ouvert le 15 avril 2011.

## L'attraction
- Ouverture : 11 juillet 1986
- Fermeture : 5 avril 2006
- Conception : WED Enterprises
- Durée : 15-20 min
- Type d'attraction : walkthrough
- Situation : 35° 37′ 55″ N, 139° 52′ 51″ E